# Grande Prairie
Grande Prairie is een stad (city) in de Canadese provincie Alberta en telt 64.141 inwoners (2021).

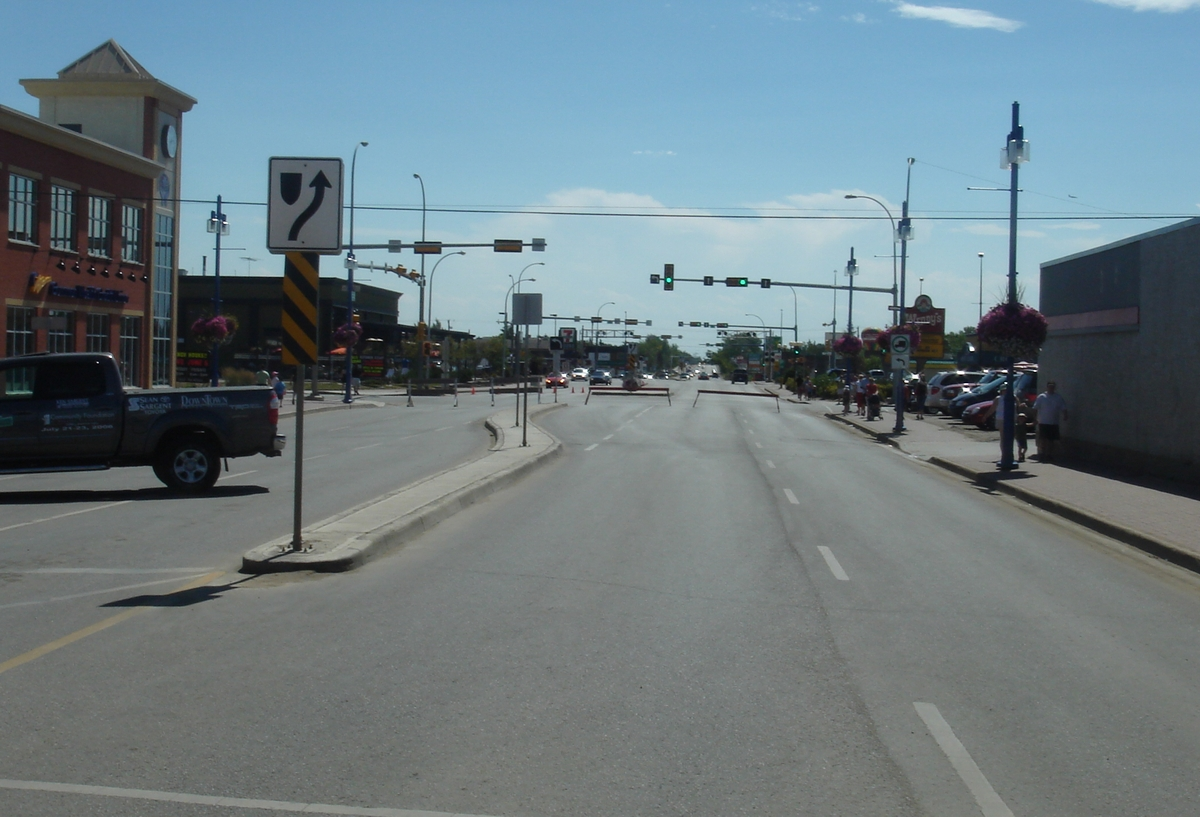
Straat in Grande Prairie